# Bijou Mushitu Kat
Bijou Mushitu Kat est une femme politique congolaise, née le 29 mars 1971 à Lubumbashi. Elle a occupé le poste de ministre du Genre, de la Famille et des Enfants dans le gouvernement Matata II du 8 décembre 2014 au 25 septembre 2015.
Elle a exercé également la fonction de ministre ad interim des Affaires sociales, de l'Action humanitaire et de la Solidarité nationale du 29 janvier 2015 au 25 septembre 2015.
Bijou Mushitu Kat est aussi députée nationale, élue de Sakania, dans la province du Katanga.

## Biographie
Bijou Mushitu Kat, née le 29 mars 1971 à Lubumbashi, elle a étudié à l'université de Lubumbashi où elle a obtenu un diplôme en psychologie du travail. 
Elle entame sa carrière politique en intégrant l'Union nationale des fédéralistes du Congo (UNAFEC). Étant la deuxième suppléante de Kisimba Ngoyi, elle le remplace au poste de députée nationale le 22 décembre 2008 après la mort de ce dernier. En 2011, elle est élue députée de la circonscription de Sakania.
Le 7 décembre 2014, elle est nommée ministre du Genre, de la Famille et de l'Enfant. Elle assure ensuite également les fonctions de ministre ad interim des Affaires sociales, Action humanitaire et Solidarité nationale à partir du 29 janvier 2015.

## Vie privée
Bijou Mushitu Kat est mariée et mère de 3 enfants.